# Timor Wschodni na Zimowych Igrzyskach Olimpijskich 2018
Timor Wschodni na Zimowych Igrzyskach Olimpijskich 2018 – występ reprezentacji Timoru Wschodniego na igrzyskach olimpijskich w Pjongczangu w 2018 roku.
W kadrze znalazł się jeden zawodnik – Yohan Goutt Gonçalves, który wystąpił w slalomie alpejskim, ale nie ukończył pierwszego przejazdu. Dla zawodnika był to drugi występ olimpijski w karierze, startował także podczas poprzednich zimowych igrzysk olimpijskich, w 2014 roku w Soczi.
Yohan Goutt Gonçalves pełnił rolę chorążego reprezentacji Timoru Wschodniego podczas ceremonii otwarcia i zamknięcia igrzysk. Reprezentacja Timoru Wschodniego weszła na stadion jako 10. w kolejności, pomiędzy ekipami z Niemiec i Łotwy.
Był to 2. start reprezentacji Timoru Wschodniego na zimowych igrzyskach olimpijskich i 6. start olimpijski, wliczając w to letnie występy.

## Skład reprezentacji

### Narciarstwo alpejskie
| Konkurencja     | Zawodnik              | Przejazd 1 | Przejazd 1 | Przejazd 2 | Przejazd 2 | Czas łączny | Miejsce |
| Konkurencja     | Zawodnik              | Czas       | Miejsce    | Czas       | Miejsce    | Czas łączny | Miejsce |
| --------------- | --------------------- | ---------- | ---------- | ---------- | ---------- | ----------- | ------- |
| Slalom mężczyzn | Yohan Goutt Gonçalves | DNF        | DNF        | DNS        | DNS        | DNF         | DNF1    |